# Ricarda Dietz
Ricarda Dietz (* 1939 in München) ist eine deutsche Künstlerin. Sie hat sich auf Fassadengestaltung und Deckenmalerei spezialisiert, und ihre Werke dekorieren zahlreiche Kirchen, sieben Münchener U-Bahnhöfe, (Altstadt-)Fassaden, Ämter und Kongresszentren. Die Künstlerin lebt und arbeitet in München.
Die Tochter des Bildhauers Elmar Dietz und der Schriftstellerin Gertrud Fussenegger studierte in den 1960er Jahren Innenarchitektur und Malerei an der Akademie der Bildenden Künste München. Nach dem Studium arbeitete sie als Bühnenbildnerin beim Bayerischen Fernsehen.
Ricarda Dietz erhielt für ihre Kunst im öffentlichen Raum den Münchner Seerosenpreis. Weiterhin entwarf sie künstlerische Gesamtkonzepte für Inneneinrichtungen von Gebäuden und war mit Buchillustrationen sowie der Gestaltung von Bucheinbänden und Broschüren befasst.

## Werke (Auswahl)
- 1984: Wandbilder für den U-Bahnhof Theresienwiese
- 1989: Wandbilder für den U-Bahnhof Thalkirchen
- 1987–1996: Farbgrafik der Glaswände des U-Bahnhofs Dülferstraße in München
- 1993: Mosaik im U-Bahnhof Haderner Stern
- 1993: Wandgestaltung im U-Bahnhof Frankfurter Ring
- 1996: Wandbilder für den U-Bahnhof Feldmoching
- Foyer und Sitzungssäle der Industrie- und Handelskammer München
- Fassadenwerk Ballon für die Bergader Privatkäserei, Waging[1]